# René Emilio Ponce
René Emilio Ponce (* 1947 in Sensuntepeque, Departamento Cabañas; † 2. Mai 2011 in San Salvador) war von August 1990 bis Juli 1993 Verteidigungsminister von El Salvador.

## Biografie

### Tanda
1963 begann Ponce sein Studium an der Escuela Militar Capitán General Gerardo Barrios, das er trotz seiner beeinträchtigten linken Hand am 11. November 1966 als bester des Jahrganges (Tandona) als Artillerieoffizier abschloss. Anschließend wurde er Militärattaché in Mexiko.
In Taiwan absolvierte Ponce einen Lehrgang zur Bekämpfung von Aufständischen.

### Todesschwadron
Zwischen 1980 und 1983 organisierte Ponce zusammen mit Oberst Mayor Mario Denis Moran Echeverria, dem Leiter Sección Inteligencia der Gurardia Nacional die Todesschwadron Maximiliano Hernandez Martinez.

### Policía de Hacienda
1981 war Ponce stellvertretender Leiter der Policía de Hacienda (Finanzpolizei). Unter seiner Leitung wurden nach Angaben von Amnesty International 30 Nichtkombattanten ermordet, 1981 ließen seine Männer mindestens fünf Personen in San Salvador verschwinden. Ponce war während dessen Wahlkampfkampagne 1982 für den Personenschutz von Roberto D’Aubuisson Arrieta zuständig, der 1980 den Mord an San Salvadors Erzbischof Óscar Romero in Auftrag gegeben hatte.

### 3ª Brigada in San Miguel
1988 war er Kommandant der 3ª Brigada in San Miguel, die für zahlreiche Fälle des Verschwindenlassens von Zivilisten verantwortlich gemacht wird.

### Massaker in der UCA
Am 9. November 1988 wurde Ponce Leiter der Generalstabes der FAES.
1989 gab Ponce den Befehl zum Mord an den Jesuitenpatern der Universidad Centroamericana “José Simeón Cañas” (UCA) und eventuell anwesenden Zeugen. Am 16. November 1989 wurden die sechs Jesuiten Ignacio Ellacuría, Ignacio Martín-Baró, Segundo Montes, Amando López, Juan Ramón Moreno, Joaquín López y López, ihre Haushälterin Elba Julia Ramos sowie deren Tochter Celina ermordet. 2020 wurde das auch juristisch vor Gericht in Spanien entsprechend bestätigt.

### Asociación de Veteranos Militares
Am 7. September 2008 war Ponce Präsident der Asociación de Veteranos Militares (ASVEM) und protestierte dagegen, dass die Oppositionspartei FMLN in ihrem Wahlprogramm angekündigt hat, das Amnestiegesetz von 1992 aufzuheben.